# Placówka Straży Granicznej I linii „Niechłód”
Placówka Straży Granicznej I linii „Niechłód” – jednostka organizacyjna Straży Granicznej pełniąca służbę ochronną na granicy polsko-niemieckiej w okresie międzywojennym.

## Geneza
Na wniosek Ministerstwa Skarbu, uchwałą z 10 marca 1920 roku, powołano do życia Straż Celną. Od połowy 1921 roku jednostki Straży Celnej rozpoczęły przejmowanie odcinków granicy od pododdziałów Batalionów Celnych. Proces tworzenia Straży Celnej trwał do końca 1922 roku. Placówka Straży Celnej „Niechłoda” weszła w podporządkowanie komisariatu Straży Celnej „Zaborowo” z Inspektoratu SC „Leszno”.

## Formowanie i zmiany organizacyjne
Rozporządzeniem Prezydenta Rzeczypospolitej Polskiej Ignacego Mościckiego z 22 marca 1928 roku, do ochrony północnej, zachodniej i południowej granicy państwa, a w szczególności do ich ochrony celnej, powoływano z dniem 2 kwietnia 1928 roku  Straż Graniczną.
Rozkazem nr 11 z 9 stycznia 1930 roku  o reorganizacji Wielkopolskiego Inspektoratu Okręgowego komendant Straży Granicznej płk Jan Jur-Gorzechowski ustalił numer (1/11) i organizację samodzielnego już komisariatu „Włoszakowice”. Placówka Straży Granicznej I linii „Niechłód” weszła w jego skład.

## Służba graniczna
Sąsiednie placówki:
- placówka Straży Granicznej I linii „Zbarzewo” ⇔ placówka Straży Granicznej I linii „Długie Nowe” − 1930[6]